# Inna Osypenko-Radomska
Inna Osypenko-Radomska (en ucraniano: Інна Осипенко-Радомська; Novoraisk, 20 de septiembre de 1982) es una deportista ucraniana que compite en piragüismo en la modalidad de aguas tranquilas (desde 2014 compite bajo la bandera de Azerbaiyán).
Participó en cinco Juegos Olímpicos de Verano, entre las ediciones de 2000 y 2016, obteniendo en total cinco medallas: oro en Pekín 2008, dos platas en Londres 2012 y bronce en Atenas 2004 y Río de Janeiro 2016.
Ganó seis medallas en el Campeonato Mundial de Piragüismo entre los años 2001 y 2011, y cinco medallas en el Campeonato Europeo de Piragüismo entre los años 2001 y 2011.

## Palmarés internacional
| Representando a Ucrania    |                              |                   |             |
| Juegos Olímpicos           |                              |                   |             |
| Año                        | Lugar                        | Medalla           | Competición |
| 2004                       | Atenas (Grecia)              | Medalla de bronce | K4 500 m    |
| 2008                       | Pekín (China)                | Medalla de oro    | K1 500 m    |
| 2012                       | Londres (Reino Unido)        | Medalla de plata  | K1 200 m    |
| 2012                       | Londres (Reino Unido)        | Medalla de plata  | K1 500 m    |
| Campeonato Mundial         |                              |                   |             |
| Año                        | Lugar                        | Medalla           | Competición |
| 2001                       | Poznań (Polonia)             | Medalla de bronce | K4 1000 m   |
| 2003                       | Gainesville (Estados Unidos) | Medalla de plata  | K4 1000 m   |
| 2010                       | Poznań (Polonia)             | Medalla de oro    | K1 500 m    |
| 2010                       | Poznań (Polonia)             | Medalla de plata  | K1 200 m    |
| 2011                       | Szeged (Hungría)             | Medalla de bronce | K1 200 m    |
| 2011                       | Szeged (Hungría)             | Medalla de bronce | K1 500 m    |
| Campeonato Europeo         |                              |                   |             |
| Año                        | Lugar                        | Medalla           | Competición |
| 2001                       | Milán (Italia)               | Medalla de oro    | K4 1000 m   |
| 2004                       | Poznań (Polonia)             | Medalla de oro    | K4 500 m    |
| 2007                       | Pontevedra (España)          | Medalla de bronce | K1 200 m    |
| 2008                       | Milán (Italia)               | Medalla de plata  | K1 200 m    |
| 2011                       | Belgrado (Serbia)            | Medalla de plata  | K1 500 m    |
| Representando a Azerbaiyán |                              |                   |             |
| Juegos Olímpicos           |                              |                   |             |
| Año                        | Lugar                        | Medalla           | Competición |
| 2016                       | Río de Janeiro (Brasil)      | Medalla de bronce | K1 200 m    |